# Polis Evo 2
Polis Evo 2 ist ein malaysischer Polizeiactionfilm aus dem Jahr 2018 unter der Regie von Joel Soh und Andre Chiew. Er wurde am 22. November 2018 veröffentlicht und ist eine Fortsetzung des Films Polis Evo aus dem Jahr 2015.

## Handlung
Auf einer abgelegenen Insel an der Ostküste Pahangs kommt es zu einer Schießerei zwischen der malaysischen Polizei und terroristischen Mitgliedern von „al-Minas“. Die Auseinandersetzung endet damit, dass der Anführer von al-Minas schwer verletzt gefangen genommen wird, während sein Bruder Saif Hasyam entkommt und Rache schwört.
Monate später sind die Inspektoren Sani und Khai an einer gemeinsamen Operation mit der indonesischen Polizei beteiligt, um ein Drogengeschäft des Dealer Riky Kumolo zu vereiteln. Bei dem Einsatz treffen sie auf die Undercover-Polizistin Rian aus Indonesien, ohne zu wissen, dass sie Polizeibeamtin ist. Es gelingt ihr vom Tatort zu fliehen und sie kontaktiert ihren Chef, Kommissar Adli Apda. Dabei muss sie feststellen, dass Apda korrupt ist und Riky vor der Polizeirazzia warnte, was ihm eine rechtzeitige Flucht ermöglichte. Apda versucht Rian zu töten, aber sie schafft es, ihn zu erschießen.
Am Tatort erhielten Sani und Khai einen Hinweis, dass Riky und die al-Minas-Fraktion auf der Insel Pulau Cherong Handel treiben. Sie begeben sich mit Unterstützung der Beamten Lah und Dan, auf die Insel und begegnen erneut Rian, die Riky finden und festnehmen will. Die Situation gerät aus dem Ruder, als eine Armee von al-Minas-Terroristen Gas auf der Insel abfeuerte und alle Dorfbewohner als Geiseln nimmt. Khai wird getrennt, da er einen Terroristen verfolgt, Lah wird bei der Schießerei getötet, während Sani und Dan gefangen genommen werden.
In Kuala Lumpur versucht Polizeichef Azizat Mansor, mit Saif Hasyam, dem derzeitigen Anführer von al-Minas, zu verhandeln. Saif verlangt, dass sein Bruder ihm innerhalb weniger Stunden übergeben wird. Als die Polizei seiner Forderung nicht innerhalb der vorgegebenen Frist nachkommt, tötet er zwei Geiseln. Als Reaktion darauf schickt Mansor ein 10-köpfiges UKAP-Team, um die Geiseln zu retten.
Khai, der inzwischen zum Tatort zurückgekehrt ist, trifft auf Rian und macht sich mit ihr auf den Weg Hilfe zu rufen. Sie entdecken einen Kommunikationsturm, den sie einschalten und so das Hauptquartier vor dem Vorhandensein eines Radars auf der Insel warnen. Das UKAP-Team hatte jedoch bereits mit dem Angriff begonnen und gerät in einen Hinterhalt, bei dem sechs Agenten sterben. Khai und Rian helfen ihnen bei der Auseinandersetzung und gruppierten sich mit den verbliebenen vier Agenten neu. Sani und Dan versuchen sich derweil selbst zu befreien, doch wird dabei Dan von Saif Hasyams Leuten exekutiert. Khai, der mit Unterstützung von Rian und den vier Agenten, seinen Kollegen Sani unbedingt retten will, greift zu einer List. Sie schicken Saif Hasyam eine mit Sprengstoff präparierte Leiche und als die Bombe explodiert, beginnt die Gruppe mit ihrem Angriff und befreit nicht nur Sani, sondern auch die 200 Geiseln. Die vier UKAP-Agenten werden dabei getötet, während Khai bei einem Faustkampf schwer verletzt wird. Sani tötet die restlichen Angreifer, wird  aber beinahe von Saif erschossen, was Khai gerade noch verhindern kann und Saif erschießt. Sie finden auch den toten Riky, dessen Handy verrät, dass Polizeichef Apda sein Komplizin war, was bisher nur Rian herausgefunden hatte.
Der Film endet damit, dass sie die Aussicht am Strand genießen.

## Hintergrund
Noch vor dem offiziellen Kinostart von Polis EVO 2 richtete der Leiter des PAS-Komitees, Dr. Riduan Md Nor, alle Malaysier einen Aufruf, den Film zu boykottieren, da er Passagen enthalten würde, die den Islam beleidigen. Das malaysische Innenministerium (KDN) untersuchte den Vorwurf und wies ihn als unbegründet zurück.

## Rezeption
Polis EVO 2 wurde am 22. November 2018 mit recht gutem kommerziellem Erfolg veröffentlicht. Es wurden 17 Tage nach seiner Veröffentlichung Einspielergebnisse von insgesamt 20 Millionen RM erzielt und übertraf damit das Prequel. Der Film wurde am 18. April 2019 in Indonesien veröffentlicht und als Police Evo umbenannt, wobei sein Kinostartplakat mit einem neuen Bild von Raline Shah neu gestaltet wurde.
Kenneth Chaw, der für Star2 schrieb, nannte den Film „einen mutigen Film“ und gab 7,5 von 10 Sternen. Er sagte: „Niemand hat das von einem Actionstreifen erwartet, aber Polis Evo 2 spricht unwissentlich die Wichtigkeit an, sich um unsere emotionale Gesundheit zu kümmern.“ Aidil Rusli von The Malay Mail lobte den Film und sagte: „… ein Film, der seine Formel sehr gut kennt, sich daran hält, alles tut, was er braucht, um erfolgreich zu sein, und er ist auch mit einem Niveau fertig eines Handwerks, das unsere Augen, Ohren und Intelligenz nicht beleidigt.“
Bissme S. schrieb bei The Sun Daily: „Polis Evo 2“ zeigt „beeindruckendere Actionszenen und intensive Leistungen der Besetzung.“ Aber „die Regisseure haben den Produktions- und Actionszenen zu viel Aufmerksamkeit geschenkt, dass sie die menschlichen Beziehungen vergessen haben.“ Zudem hätte der Film „zu viele Handlungslöcher.“

## Auszeichnungen
2019 gewann Hasnul Rahmat auf dem 30. malaysisches Filmfestival	den presi für den Besten Nebendarsteller.